# Pulykakeselyű
A pulykakeselyű (Cathartes aura) a madarak (Aves) osztályának újvilági keselyűalakúak (Cathartiformes) rendjébe, ezen belül az újvilági keselyűfélék (Cathartidae) családjába tartozó faj.
Az újvilági keselyűfélék között a pulykakeselyűnek van a legnagyobb előfordulási területe. A három Cathartes-fajból csak a szóban forgó madár található meg Kanada déli felétől egészen Dél-Amerika legdélebbi csücskéig, azaz a Tűzföldig. Számos élőhelyen képes élni, de főleg a nyílt és részben nyílt terepeket kedveli, mint például a legelőket, a sivatagokat, a cserjéseket és a bozótosokat, valamint a szubtrópusi erdőket.
Mint minden újvilági keselyű, a pulykakeselyű sem közeli rokona az Európában, Ázsiában és Afrikában élő óvilági keselyűformáknak (Aegypiinae). A két csoport közötti megjelenési és életmódbeli hasonlóság kizárólag az úgynevezett konvergens evolúció eredménye. Ha két nem rokon élőlény – nemcsak az állatokat érinti ez a jelenség – két különböző helyen ugyanazt a szerepet tölti be, akkor nagy valószínűséggel hasonló testalkatot vesznek fel.
A pulykakeselyű dögevő madárfaj, majdnem kizárólag csak elpusztult állatok tetemeivel táplálkozik. Táplálékát éles látásának és – a madarak között ritka tulajdonság – kiváló szagérzékelésének köszönhetően találja meg. Alacsonyan repülve kiszagolja az elbomló tetemek által árasztott gázokat. Repülés közben kihasználja a felszálló meleg légoszlopokat, az úgynevezett termikeket, emiatt ez a madár csak ritkán ver a szárnyaival. Pihenéskor nagy csapatokba verődik, gyakran hollókeselyűkkel (Coragyps atratus) társulva. Amint rokonainak, a pulykakeselyűnek is hiányzik az alsó gégefője (syrinx), emiatt alig képes hangokat kiadni. Az általa kiadott hangok főképp sziszegő- vagy mély torokhangok. Barlangokban, faodvakban vagy sűrű cserjésekben fészkel. A fészekaljban általában két fióka található; ezeket visszaöklendezett táplálékkal eteti. Csak kevés természetes ellensége van. Az Amerikai Egyesült Államokban az 1918-ban létrehozott, vándormadarakról szóló szerződés (Migratory Bird Treaty Act of 1918) szerint a pulykakeselyű védelmet élvez.

## Neve

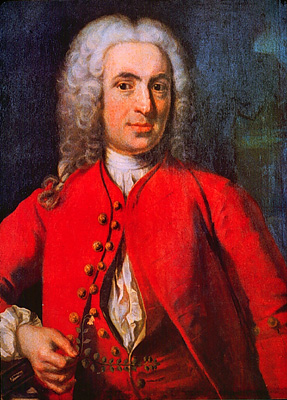
Carl von Linné, aki elsőként írta le, illetve nevezte meg ezt a madarat

A pulykakeselyűt először 1758-ban Carl von Linné svéd természettudós, orvos és botanikus írta le, illetve nevezte meg. Leírását a „Systema Naturae” című enciklopédiájába foglalta bele. A madarat Vultur aura-ként ismertette meg a nagyvilággal. A korábbi tudományos madárnem neve a latin vulturus szóból származik, és „tépőt” jelent – táplálkozási szokásaira utalva. A tudományos fajneve, azaz az aura a madár mexikói nevének, az aurourának latinosított változata. Linné így írta le a madarat: „V. fuscogriseus, remigibus nigris, rostro albo” (barnás-szürke keselyű, fekete szárnyakkal és fehér csőrrel). A mai madárnemneve, vagyis a Cathartes, görög eredetű: kathartēs = „tisztító”, „eltakarító”. Ez a madárfaj a közönséges nevét, azaz a pulykakeselyűt a hím pulykával (Meleagris gallopavo) való hasonlósága miatt kapta; hiszen mindkettőnek csupasz és vörös a feje, illetve a nyaka; továbbá a tollazatuk sötét színű. A pulykakeselyűt egyes amerikai területeken „pulykaölyvnek” (turkey buzzard), vagy csak egyszerűen „ölyvnek” (buzzard) nevezik – az Óvilágban az angol nyelvűek a buzzard szót főleg a Buteo nembéli madarak megnevezésére használják fel -, míg a Karib-térség egyes részein „János varjú” (John crow) vagy „dögvarjú” (carrion crow) névvel illetik.

## Rendszertani besorolása és rokonsága

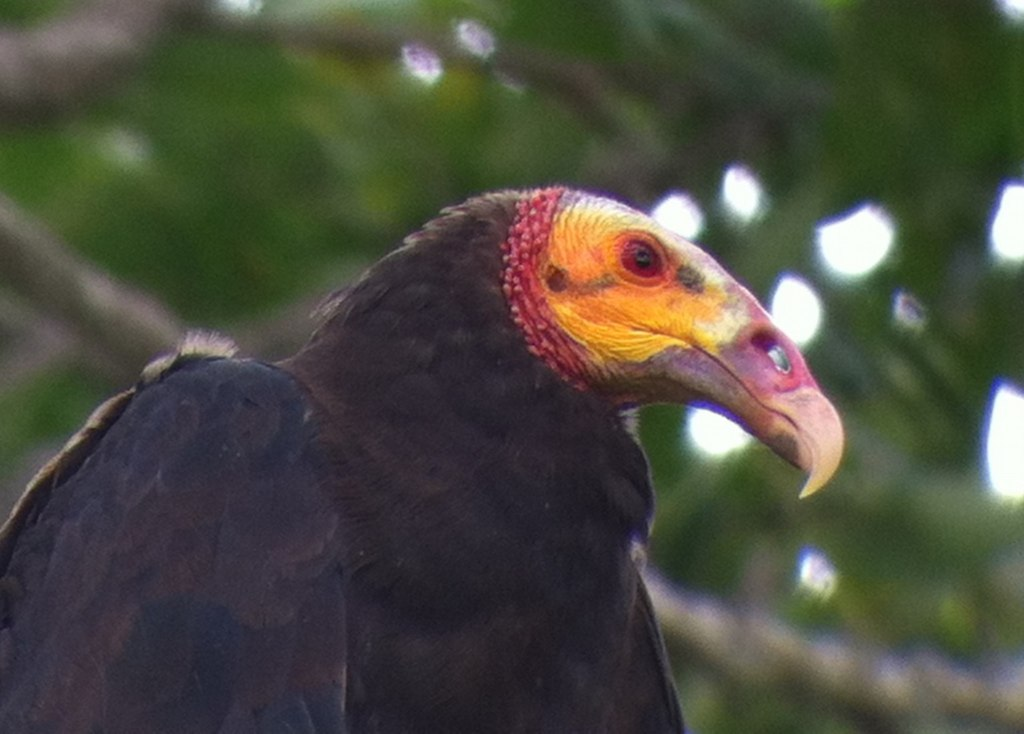
Kis sárgafejű keselyű

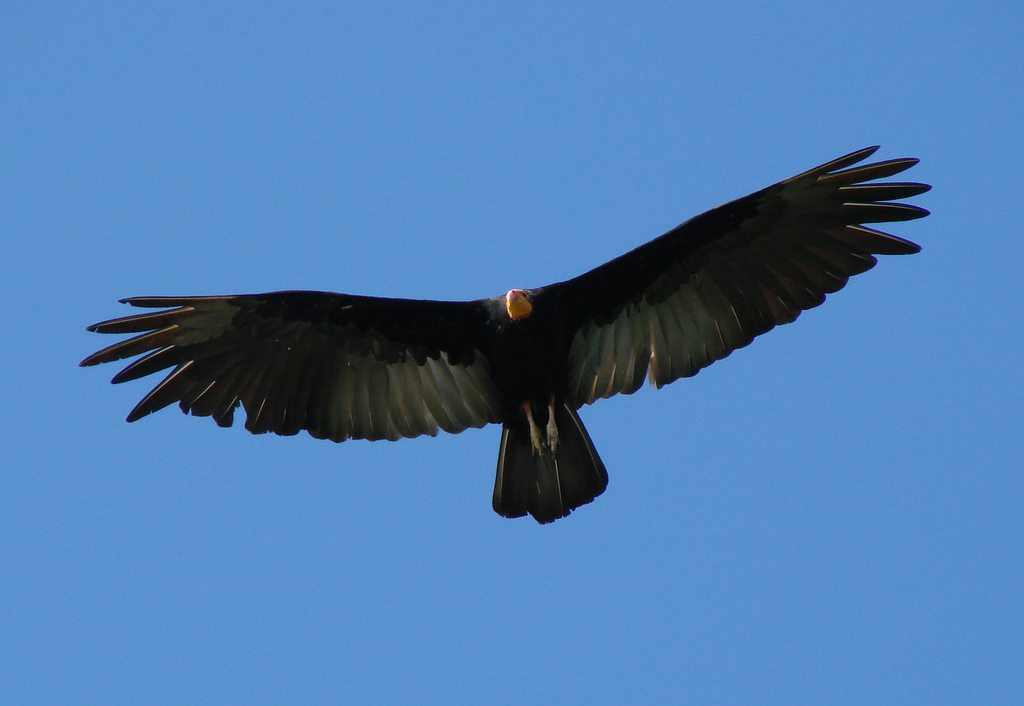
Nagy sárgafejű keselyű

A szóban forgó madárnak, és hat élő rokonának, azaz az újvilági keselyűféléknek (Cathartidae) a pontos rendszertani besorolása még manapság is bizonytalan. Habár az újvilági keselyűfélék és az óvilági keselyűformák (Aegypiinae) megjelenésben igen hasonlítanak, sőt ugyanazt a dögevő életmódot folytatják, a kettő nem áll közelebbi rokonságban egymással. Más-más ősökből fejlődtek ki, és a hasonlóság csak a konvergens evolúció műve. A két madárcsoport közti rokonsági kapcsolat manapság is vita tárgya. Korábban az újvilági keselyűféléket a gólyaalakúak (Ciconiiformes) rendjébe helyezték, mivel néhány gólyafajjal is mutatnak hasonlóságot úgy megjelenésben, mint életmódban. A közelmúltban olyan elmélet is született, mely szerint a újvilági keselyűféléket és az óvilági keselyűformákat a sólyomalakúak (Falconiformes) közé kéne besorolni, vagy új, azaz külön rendet megalkotni a számukra. Azonban a legújabb genetikai kutatások, vizsgálatok azt eredményezték, hogy az újvilági és az óvilági keselyűk nem közeli rokonai a sólyomalakúaknak, továbbá az újvilági keselyűk és a gólyafélék között sincs rokonság. Mindkét keselyű csoport a nagyobb taxonszintű Afroaves csoport bazális tagja. Az óvilági keselyűformák egyéb vágómadár-alakúakkal együtt, mint például: a sasformákkal (Aquilinae), az ölyvformákkal (Buteoninae), a kányaformákkal (Milvinae) stb., valamint a halászsassal (Pandion haliaetus) és a kígyászkeselyűvel (Sagittarius serpentarius) alkotják az Afroaves madárcsoport nagyobb részét. A testvértaxonként szereplő újvilági keselyűalakúak rendje manapság csak a 7 recens fajt foglalja magába.
Az Amerikai Madarászok Egyesületének (American Ornithologists' Union) a dél-amerikai rendszertani bizottsága kivonta az újvilági keselyűféléket a gólyaalakúak közül és incertae sedisnek, azaz „bizonytalan helyzetűnek” minősítette ezt a madárcsoportot; de továbbá megjegyzésként odatette, hogy az újvilági keselyűfélék talán átmozgathatóak a sólyomalakúak rendjébe, vagy létrehozható számukra egy külön rend, az úgynevezett újvilági keselyűalakúak (Cathartiformes). A családján belül a pulykakeselyű legközelebbi rokonai a Cathartes nembéli kis sárgafejű keselyű (Cathartes burrovianus) és a nagy sárgafejű keselyű (Cathartes melambrotus). Mint a királykeselyűnek (Sarcoramphus papa) a pulykakeselyűnek is 80 diploid kromoszómája van.

## Előfordulása

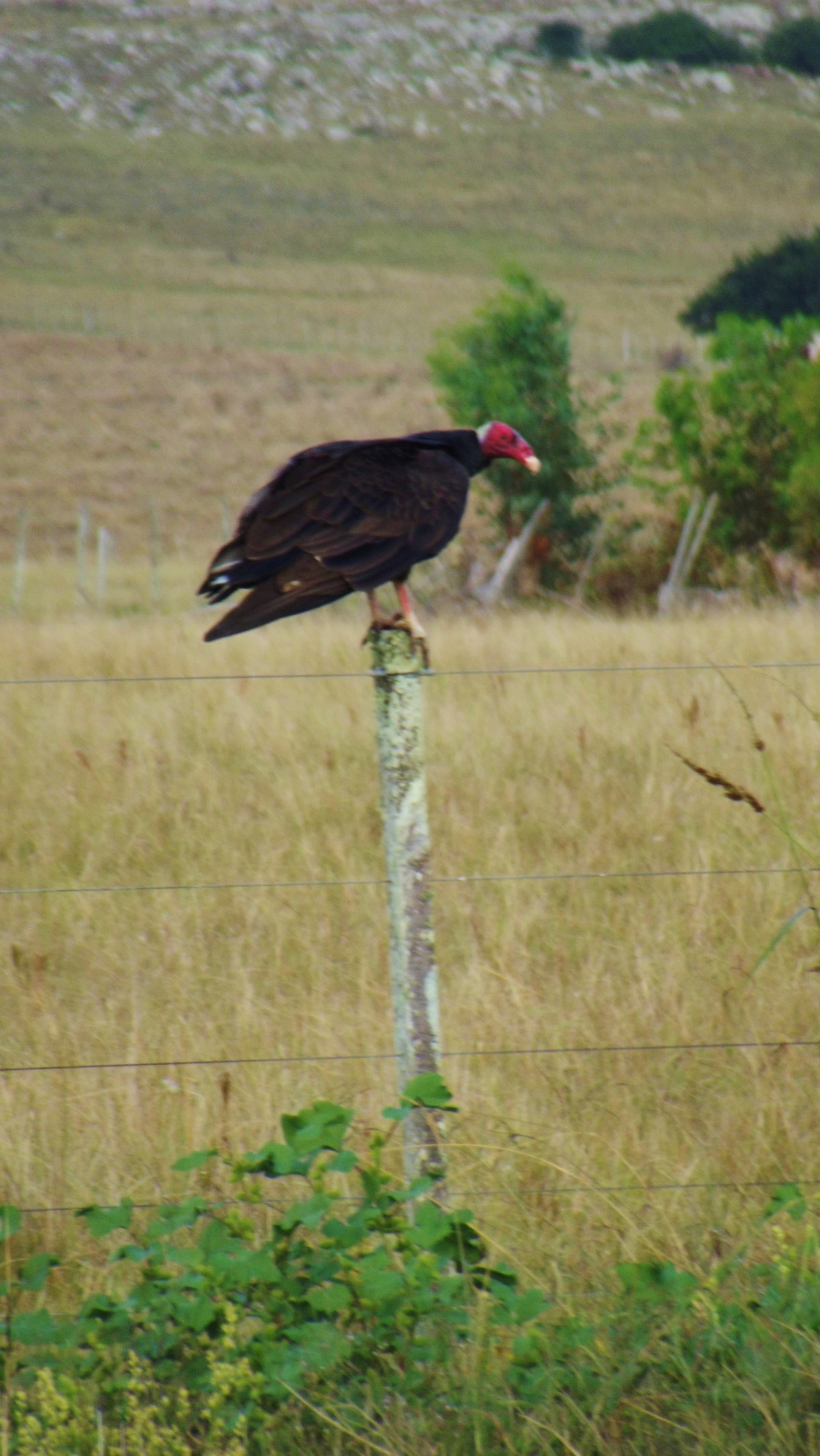
Az uruguayi Quebrada de los Cuervos, azaz „a hollók szorosa”

A pulykakeselyű hatalmas előfordulási területtel rendelkezik, mely becslések szerint 28 millió négyzetkilométert foglal magába. Az összes újvilági keselyűfaj közül ez a faj fordul elő a legnagyobb számban. A becsült világszintű állománya – beleértve az állatkerteket és gyűjteményeket is – 4 500 000 példányra tehető. Az Amerika szuperkontinens nyílt és ritkás erdeit választja élőhelyéül, azonban Kanada déli felétől egészen a Horn-fokig és a Tűzföld szigetvilágáig sokfelé megtalálható. Az Amerikai Egyesült Államok déli részén élő egyedek nem költöznek, egész évben ugyanazon a területen maradnak, míg az északibb példányok a hideg évszakok beálltával délebbre, akár Dél-Amerikába is elvándorolhatnak. A hollókeselyűről elnevezett uruguayi szorosban, azaz a Quebrada de los Cuervos-ban – melynek magyar neve: „a hollók szorosa” –, a névadó hollókeselyűk mellett pulykakeselyűk, és kis sárgafejű keselyűk is élnek.
Mint ritka kóborló előfordulhat Bermudán, a Bahama-, az Amerikai Virgin-, a Kajmán,- a Falkland-, valamint a Déli-Georgia és Déli-Sandwich-szigeteken is.

### Alfajai
Jelenleg öt elfogadott alfaja van a pulykakeselyűnek:
- Cathartes aura aura (Linnaeus, 1758) – szin: Vultur aura aura. Ez a törzsalfaj. Az előfordulási területe Mexikótól délre Dél-Amerikába és a Nagy-Antillák szigeteire nyúlik le. Az összes alfaj között ez a legkisebb méretű, azonban színezetben nem különböztethető meg a C. a. meridionalis-tól.[26]
- Cathartes aura jota (Molina, 1782) – szin: Vultur jota Molina, 1782, Catharista falklandica Sharpe, 1873 és Cathartes aura falklandicus (Sharpe, 1873). A chilei alfaj, mely barna színű, de valamivel világosabb, mint a C. a. ruficollis. A másodlagos tollai és a szárnyakat fedő tollak meglehet, hogy szürke szélűek.[27]
- Cathartes aura meridionalis Wetmore, 1964 – szin: C. a. teter (ezt a taxonnevet 1933-ban Friedman alkotta meg, amikor még azonosnak tartották a C. a. septentrionalis-szal). 1964-ben, Wetmore kettéválasztotta ezt az alfajt a C. a. septentrionalis-tól. Ez az alfaj a kanadai Manitoba és Brit Columbia déli részein, Közép-Albertában és Saskatchewanban, valamint a mexikói Alsó-Kaliforniában (Baja California), az USA-i Arizona középdéli, Új-Mexikó délkeleti és Texas középdéli részein fészkel.[28] Az összes alfaj közül ez a legvándorlóbb életmódú; akár Dél-Amerikába is elrepül, ahol a nála kisebb C. a. aura-val osztja meg a területet. A Cathartes aura meridionalist a C. a. septentrionalis-tól a színezet különbözteti meg, hiszen a kisebb szárnyat fedő tollak sötétebb barnák és keskenyebbek.[26]
- Cathartes aura ruficollis Spix, 1824 – szin: Cathartes ruficollis. Ez az alfaj Panamától délre Uruguayig és Argentínáig lelhető fel. A Trinidad nevű szigeten is megtalálható.[29] Sötétebb és több fekete van rajta, mint a C. a. aura-n. A szárnytollak végei barna szélűek és keskenyek, egyes példánynál teljesen hiányoznak.[29] A fej és nyak halvány vörös, sárgás-fehér vagy zöldes-fehér mintázatokkal. Általában a kifejlett madárnak a feje tetején egy sárga foltozás látható.[27]
- Cathartes aura septentrionalis Wied-Neuwied, 1839 – szin: Cathartes septentrionalis. Korábban azonosnak tartották a C. a. meridionalis-szal. Amint a másik, a szóban forgó alfaj is az északi állományokat képezi. Míg a C. a. meridionalis a nyugati állományt, addig a C. a. septentrionalis a keletit, hiszen az elterjedési területe Kanada délkeleti részétől USA keleti feléig tart. Kevésbé vándorló, mint a C. a. meridionalis; ritkán kóborol el az USA-tól délre eső területekre.[26]

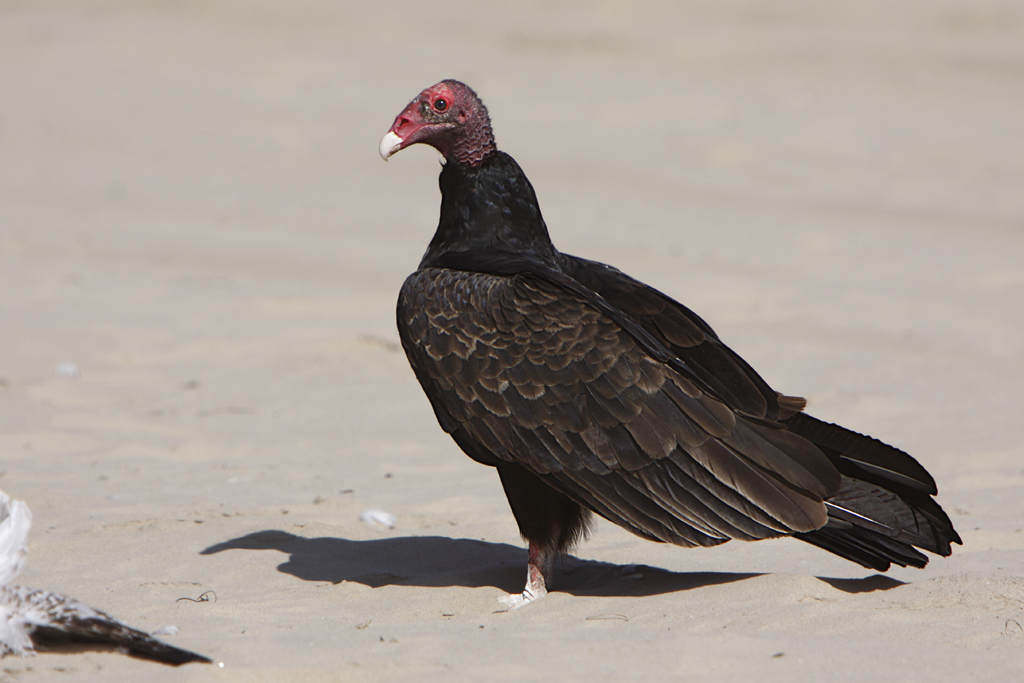
C. a. aura
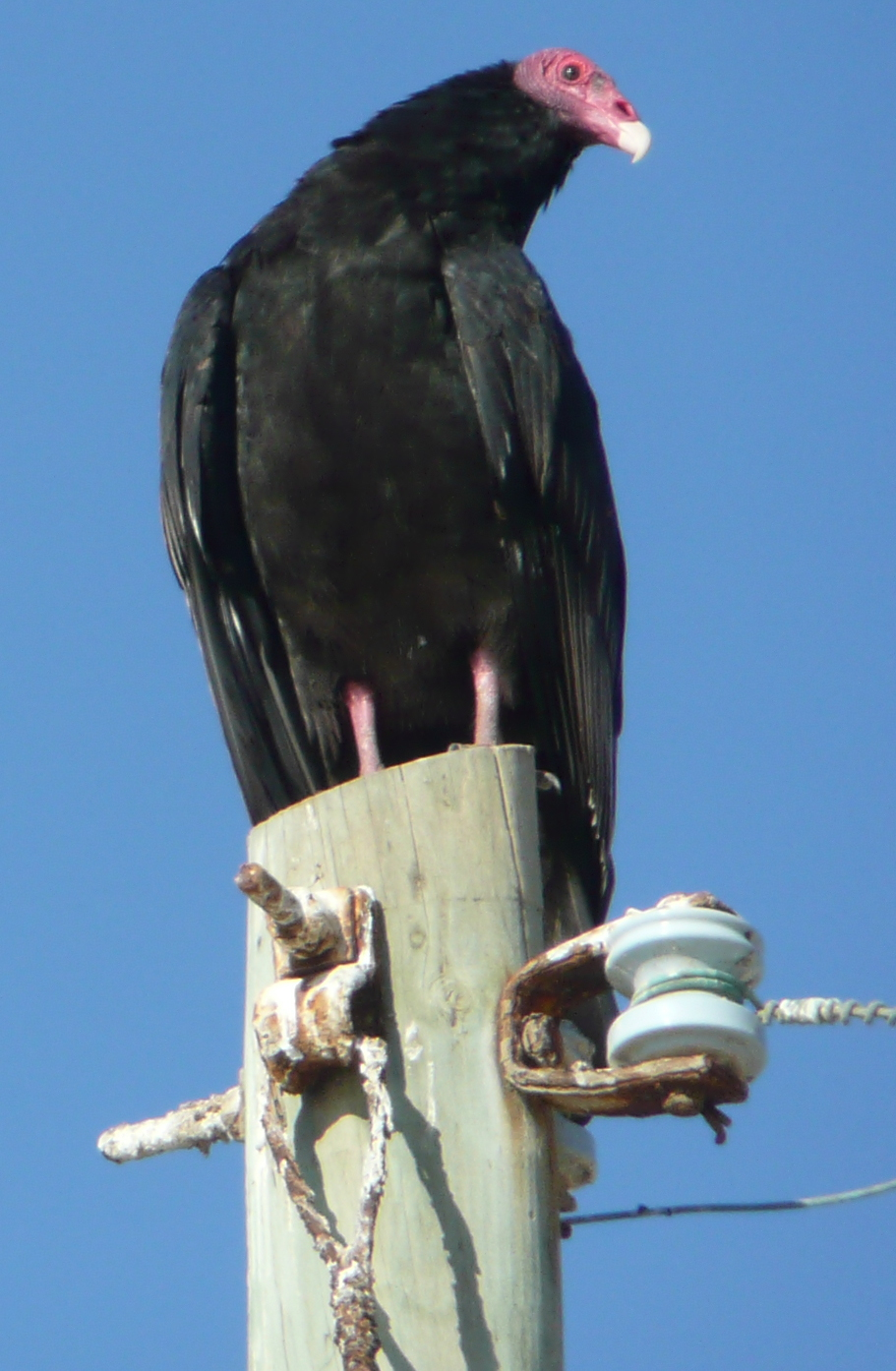
C. a. jota
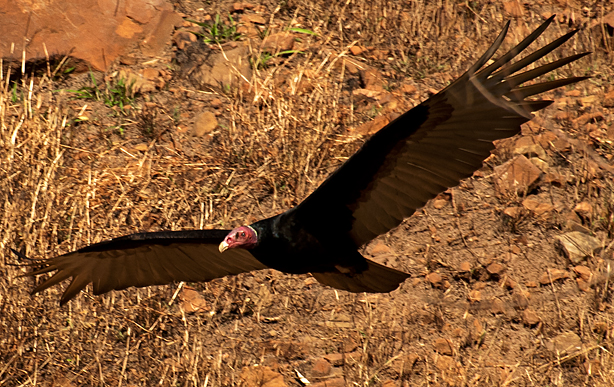
C. a. ruficollis
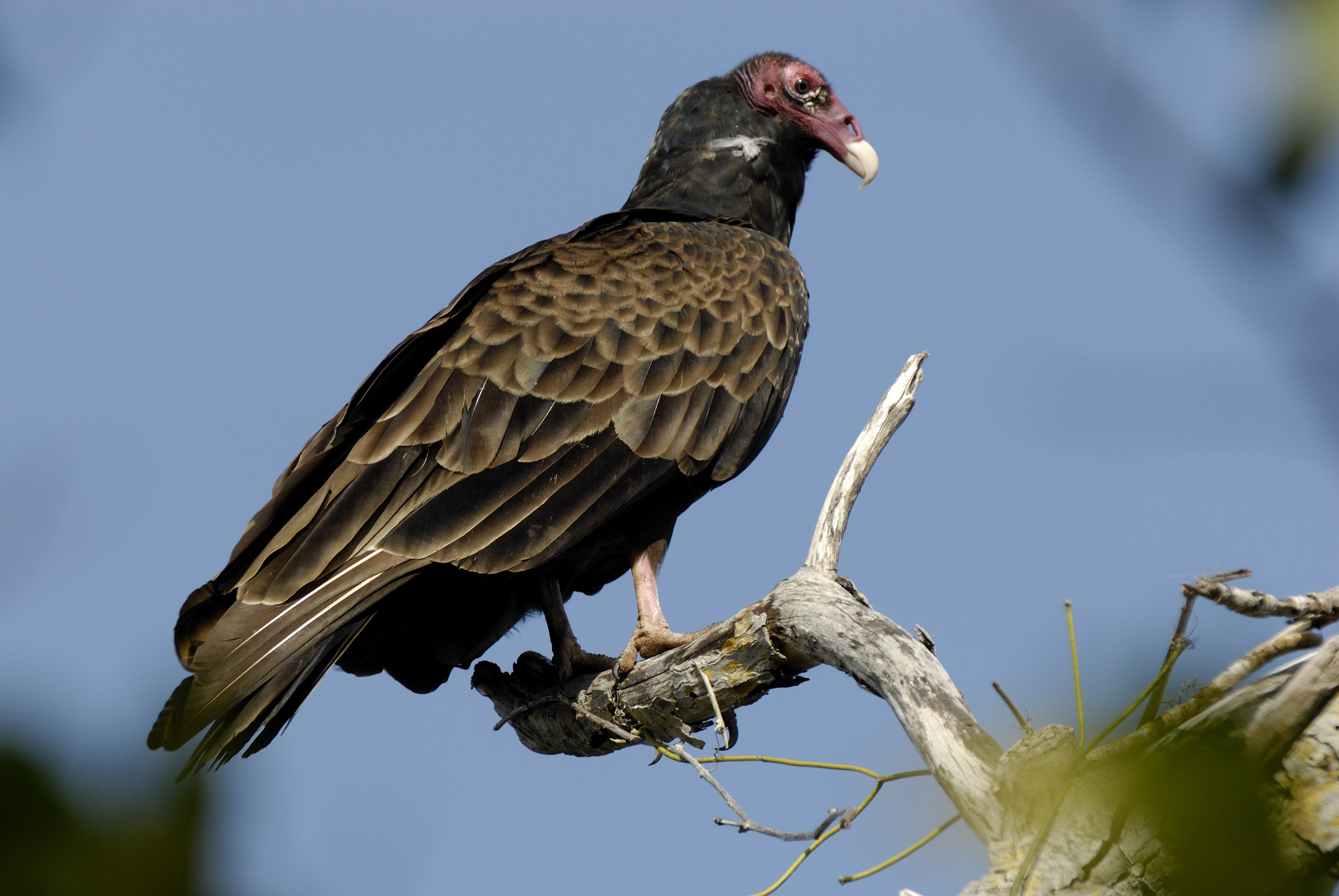
C. a. septentrionalis

## Megjelenése

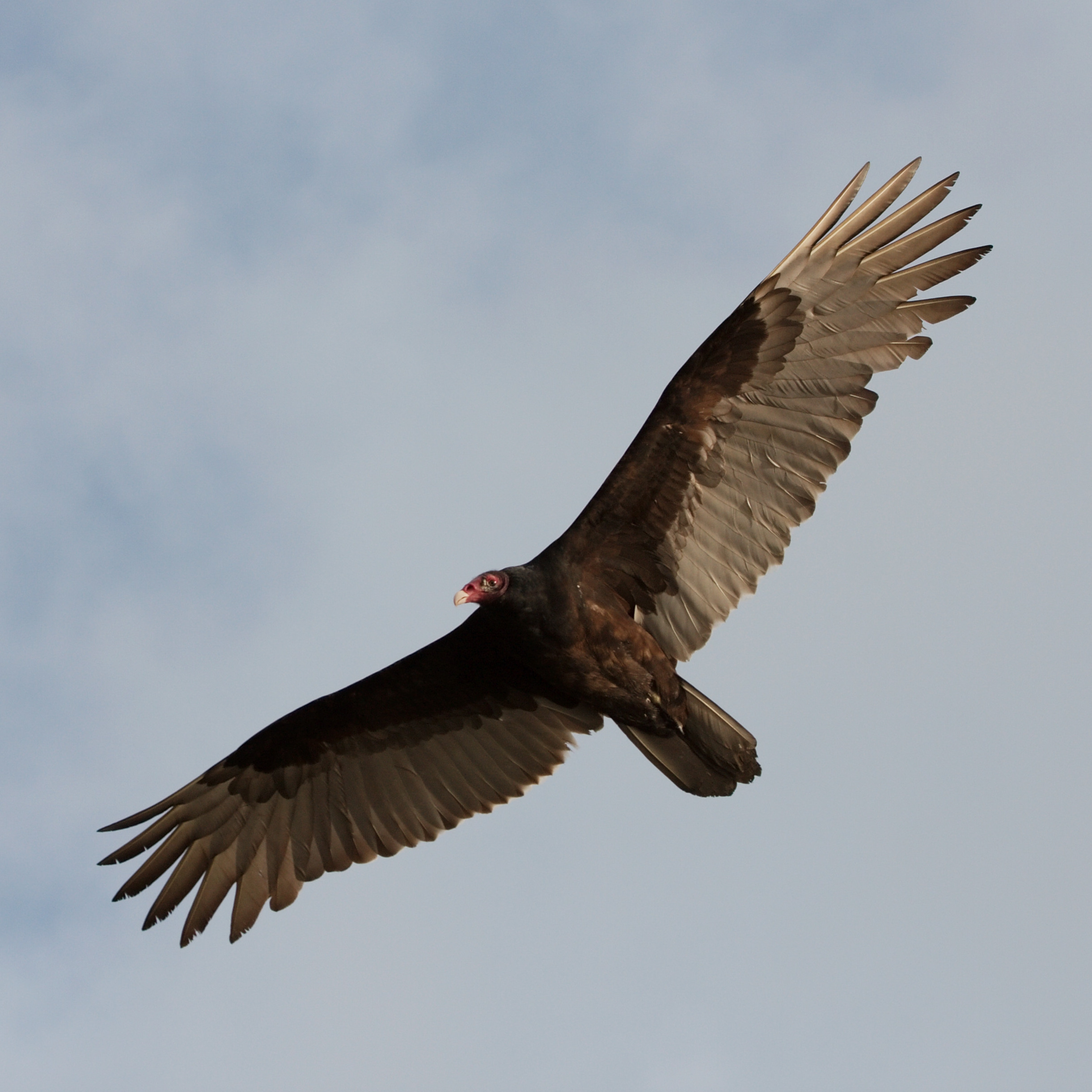
Nagy szárnyainak köszönhetően inkább vitorlázik, semmint aktívan repül

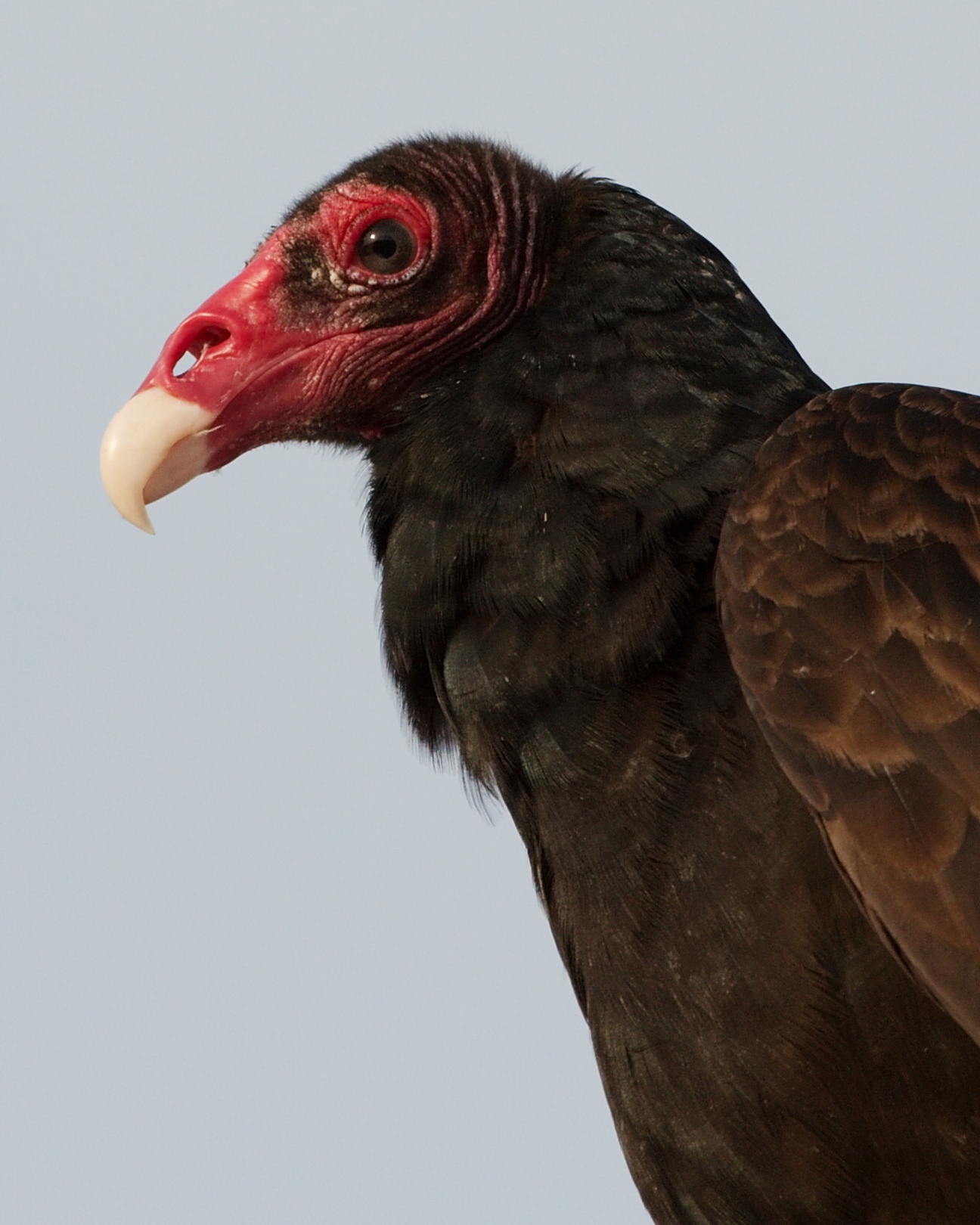
Oldalról az orrlyukain keresztül át lehet látni a csőrén

Nagyméretű madárfaj, melynek szárnyfesztávolsága 160-183 centiméter, hossza 62-81 centiméter és testtömege 800-2300 gramm. Az északon élő példányok nagyobbak, mint a trópusokon élő fajtársaik. A Floridában lemért 124 egyednek az átlag testtömege 2 kilogramm volt, míg Venezuelában 65 madárnak 1,22 kg illetve 135 példánynak 1,45 kg volt az átlagos testtömege. Ennél az újvilági keselyűfajnál is jelen van a nemi kétalakúság, azonban csak csekély mértékben. Megjelenésben és színezetben a két nem majdnem azonos; érdekes módon az újvilági keselyük között a tojó valamivel nagyobb a hímnél. A testét borító tollruhája nagyjából barnás-fekete színű, de az evezőtollak alulsó részei ezüstösen-szürkék, emiatt szembetűnően elütnek a többi tollazattól. Felnőtt példány esetén a fej a testhez képest kicsinek tűnik. Feje vörös és teljesen csupasz, vagy ritkán tollazott, ami megkönnyíti, hogy fejét mélyen belerakja dögökbe és így a tollai nem ragadnak össze. Csőre eléggé rövid, de kampós, elefántcsont színű. A szivárványhártyája (iris) szürkés-barna színű. A felső szemhéján egyetlen részleges szempillasor ül, míg az alsón kettő. Szárnyai szélesek, ami a vitorlázást segíti. A rózsaszínes bőrű lábai, melyek a húgysavtól néha fehéresnek tűnnek, gyengék, ami meggátolja, hogy nagyobb testű élő állatot zsákmányoljon.
Az előre mutató lábujjakból kettő hosszú, köztük pedig kis hártya helyezkedik el. A lábfejei az ujjakkal együtt nagy nyomokat hagynak, körülbelül 9,5-14 centiméter hosszúakat és 8,2-10,2 centiméter széleseket; ezekben a karmok hossza is benne van. Mint a legtöbb madárnak, a pulykakeselyűnek is három lábujja előre mutat, míg egy hátra. Lábfejei lapítottak és gyengék, fogásra alig alkalmasak. A karmok sem fognak valamilyen jól, sőt tompa, kopott végűek. A hollókeselyű farka és szárnyai rövidebbek, mint a szóban forgó újvilági keselyűé, emiatt repülés közben kisebbnek hat, bár testtömegre majdnem azonos a két faj. Amint a hollókeselyűnek, a pulykakeselyű orrlyukai között sincs orrsövény (septum nasi), emiatt oldalról át lehet látni a madár csőrén. Élőhelytől függően a különböző állománybeli példányok a tél végétől vagy kora tavasztól elkezdenek vedleni; ez a vedlés nem egyszerre történik meg, hanem eltarthat kora őszig. A még ivaréretlen fiatal madár feje szürke, csőre pedig fekete végű; csak ivaréretten éri el a felnőtt színezetet.
Néha leucisztikus, azaz részben fehér színű – nem albínó – példányok is előkerülnek.
Pulykakeselyű által kiadott hangok

Probléma esetén lásd:Médiafájlok kezelése.
Mint a legtöbb újvilági keselyűnek, a pulykakeselyűnek is hiányzik az alsó gégefője (syrinx), emiatt csak sziszegő- és mély torokhangokat képes kiadni. Akkor sziszeg, amikor veszélyben érzi magát, vagy amikor más keselyűkkel vetekszik egy dög fölött. A mély torokhangokat főleg az éhes fiókák és az udvarló felnőttek hallatják.

## Életmódja

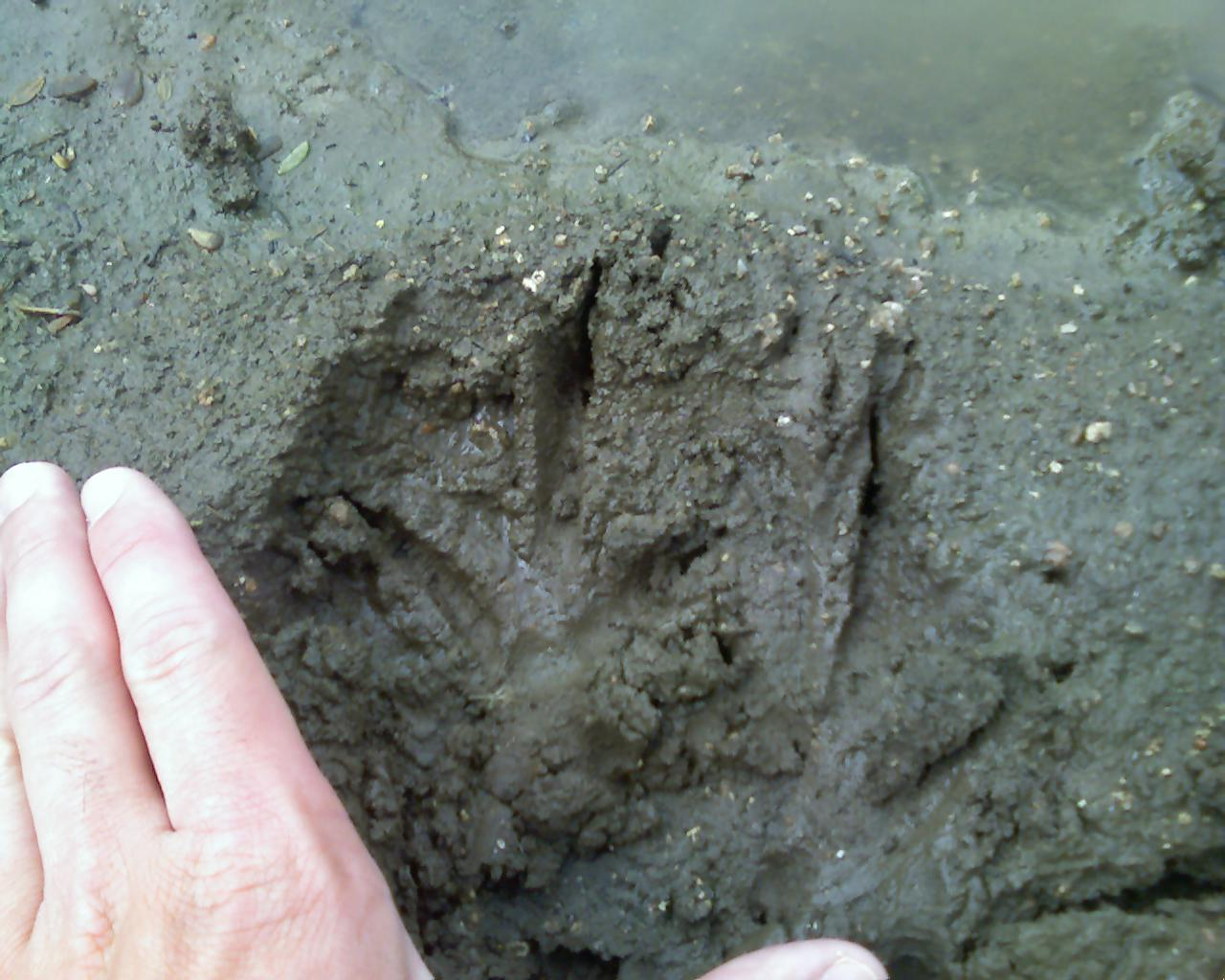
Sárban a lábnyoma

A pulykakeselyű pihenés közben nagy csapatokba verődik, de táplálékszerző útjain magányosan repül. Egy-egy pihenőhelyen akár több száz pulykakeselyű is összegyűlhet, melléjük hollókeselyűk is csatlakozhatnak. A pihenőhelyei főleg a levélzet nélküli, elszáradt fákon vannak, azonban az ember által felemelt magas építményekre, tornyokra is rászáll. Habár barlangokban fészkel, ezeket a helyeket kizárólag a szaporodási időszak alatt közelíti meg. Éjszakánként lecsökkenti a testhőmérsékletét 6 fokkal, míg el nem éri a 34 Celsius-fokot; így kissé hipotermiás tünetekkel kel fel.

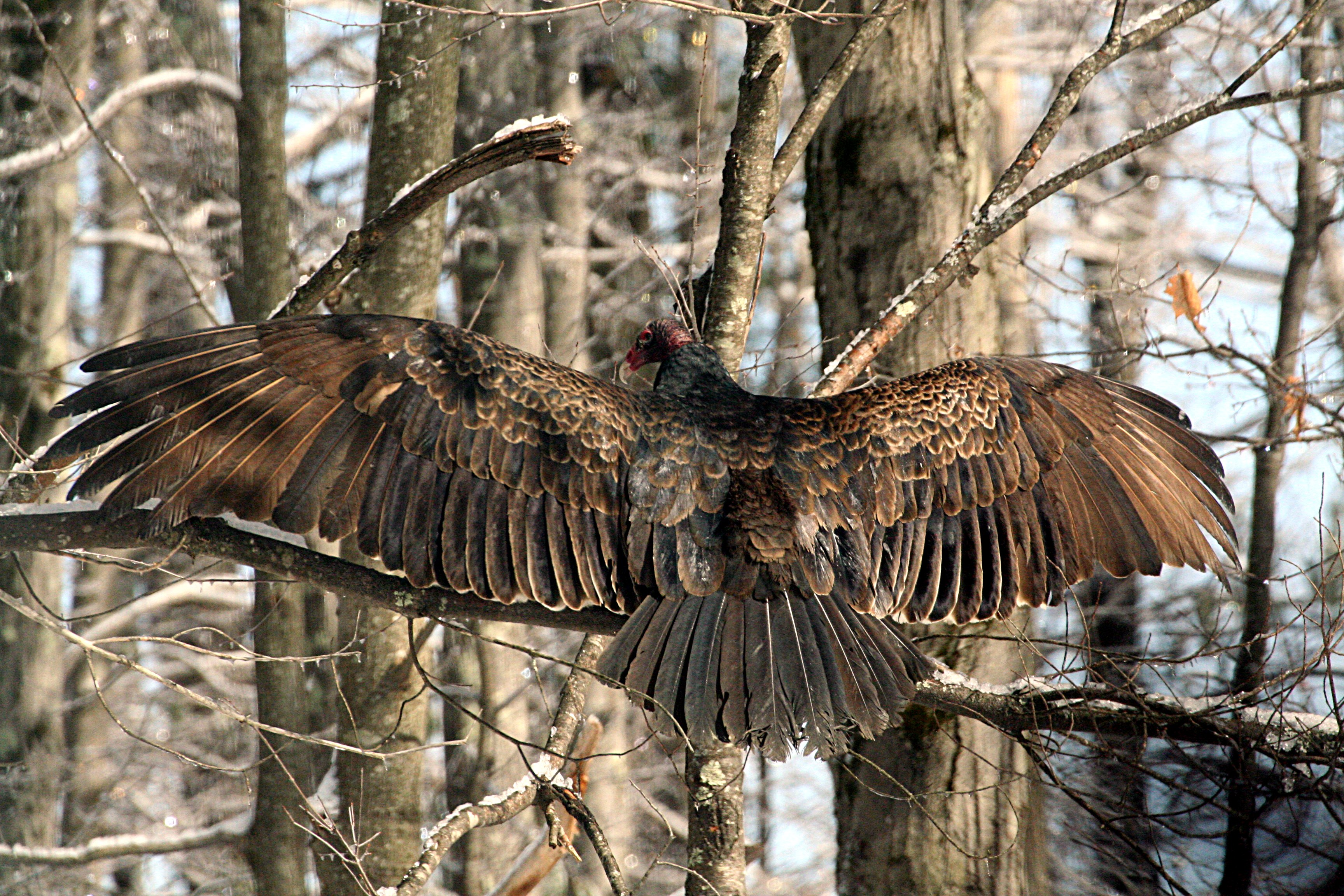
Széttárt szárnyakkal ...

Amint a hollókeselyűt, a pulykakeselyűt is meg lehet figyelni széttárt szárnyakkal. A széttárt szárnytartásnak több funkciója is lehet, mint például: a Nap által a szárnyak szárítása, a test felmelegítése, valamint a baktériumok „megsütése”. Ilyen módon viselkednek a többi újvilági keselyűk, az óvilági keselyűfajok és a gólyafélék is. Ezt a viselkedést főleg a nedves, esős éjszakák után lehet megfigyelni. Szintén a gólyafélékhez és a többi újvilági keselyűhöz hasonlóan, a szóban forgó madár is gyakorolja az úgynevezett urohidrózist, mely a párolgás hűtő hatását kihasználva a lábra való ürítés útján hűti a testüket. E tevékenység miatt a madár lábán gyakran fehér színű húgysavréteg képződik. A kifejlett egyednek csak kevés természetes ellensége van. Az a kevés ragadozó, mely veszélyeztetheti a felnőttet, fiatalt és fiókát a következő madárfajokból kerül elő: amerikai uhu (Bubo virginianus), rőtfarkú ölyv (Buteo jamaicensis), szirti sas (Aquila chrysaetos) és fehérfejű rétisas (Haliaeetus leucocephalus). A fészekben levő fiókákra és tojásokra a mosómedvefélék (Procyonidae) és az oposszumok (Didelphimorphia) támadhatnak. A rókák is el-elkaphatnak egy-egy talajon mozgó felnőtt pulykakeselyűt, azonban a nagyobb veszélyt a fára mászó rókák, az úgynevezett szürke rókák (Urocyon) jelentik, melyek a fészekhez is hozzájutnak. A fészkének védelmében a pulykakeselyű elsődlegesen a bűzlő, visszaöklendezett, részben megemésztett táplálékot használja fel. Ez a hányás az emésztősavaknak köszönhetően, ha a szembe kerül, csípni kezdi azt. Ha egy jóllakott példány veszélyben érzi magát, és a plusz súlytól nem tud felrepülni, akkor a lenyelt táplálék egy részét visszaöklendezheti.
Főleg a különböző füves puszták – prérik, pampák –, sivatagok, félsivatagok, bozótosok, ritkás szubtrópusi erdők és domboldalak lakója. Az ember kezelésébe vett legelőkön és réteken, valamint mocsarakban is fellelhető. Általában kerüli a sűrű erdőket, azonban a fák szomszédsága szűkséges számára a fészkelés miatt.

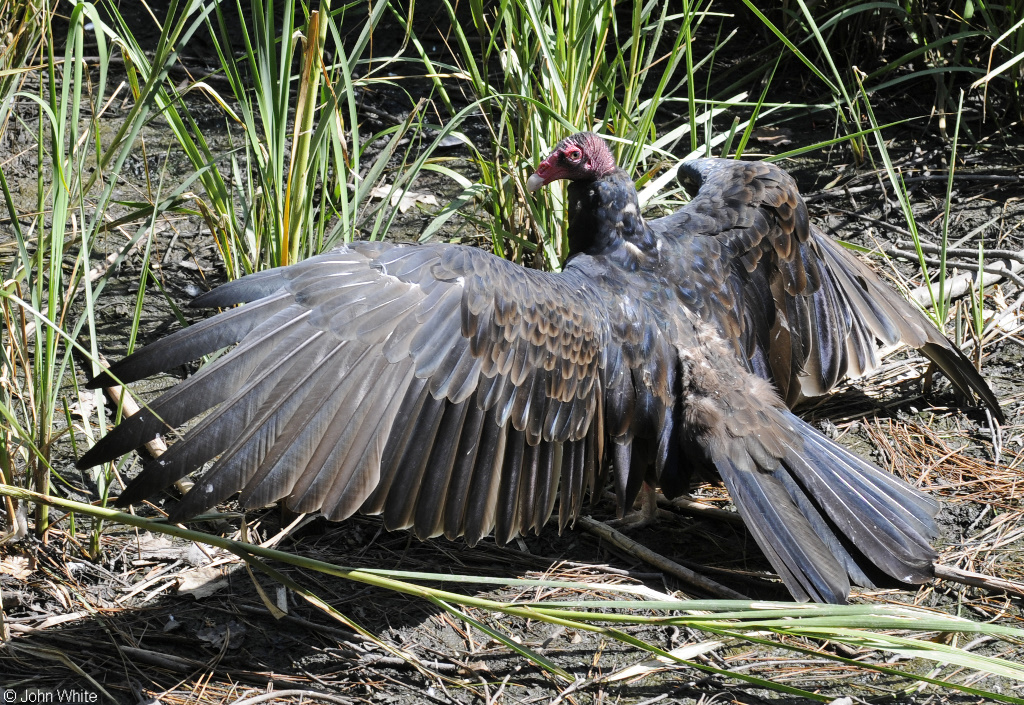
... „napozó” pulykakeselyűk

A pulykakeselyű meglehetősen ügyetlenül mozog a talajon; járása ugróléptekkel történik. A levegőbe való felszállás nehéz számára; ekkor erősen ver a szárnyaival és közben ugrani kezd. De amikor végül felszállt és elérte a megfelelő magasságot, akkor a termikek – felszálló meleg levegőoszlopok – segítségével vitorlázórepülésbe kezd és szárnyaival már csak alig ver. A vitorlázás alatt a szárnyainak végei felfelé emelkednek, sekély V-alakot kölcsönözve; ilyenkor a szürke színű evezőtollai a napsütésben ezüstösnek tűnnek. Hogy benntartsa magát a termikben vagy a megfelelő szélben, vitorlázás közben köröz, vagy ide-oda dől, vagyis mikor jobb szárnya hegye van felül és a bal alul, vagy fordítva.
A fogságban való élettartama még nem ismert teljesen. 2015-ben, két fogságban tartott pulykakeselyűről lehet tudni pontosan, hogy több mint 40 évesek. Az egyiket a minnesotai Minnesota Egyetem campusához tartozó Gabbert Raptor Centerben tartják; hím példány, a neve Nero; biztosan tudják, hogy 1974-ben kelt ki a tojásból. A másik példány egy tojó, mely neme ellenére a Richard nevet kapta; ez a példány is 1974-ben kelt ki a tojásból. Richard-ot a kaliforniai Walnut Creek-ben levő Lindsay Wildlife Museum-ban tartják. A legidősebb meggyűrűzött, vadon élő pulykakeselyű 16 éves volt. Ebből azt lehet következtetni, hogy a vadonban kevesebb mint 16 évet, de a fogságban több mint 30 évet is élhet.

### Táplálkozása

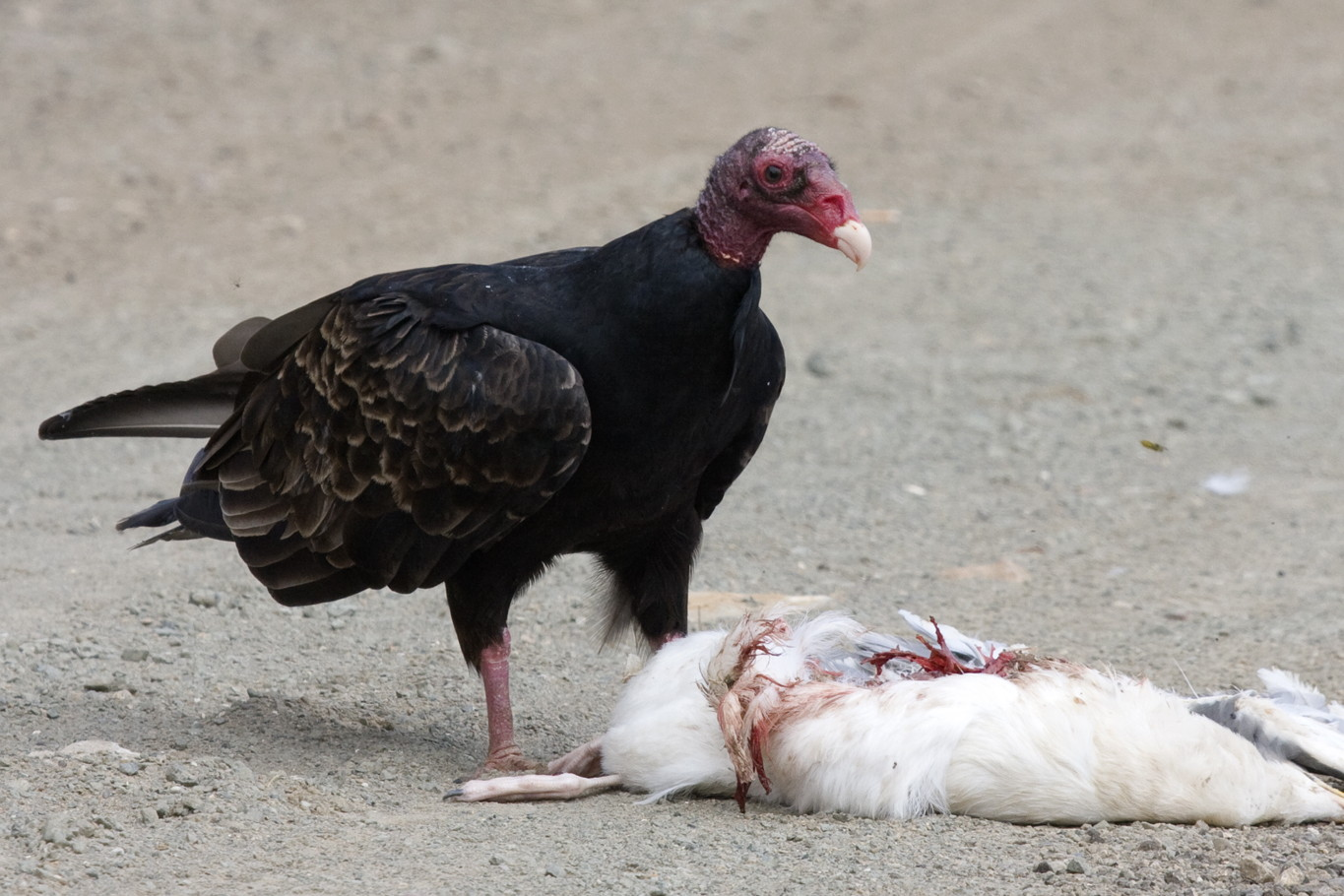
Útszélen és ...

A levegőben vitorlázva keresi a főleg dögökből álló táplálékát. A dögök lehetnek kisebb emlősök, de akár nagytestű legelőállatok is. A frissebb dögöket kedveli, a bomlásnak indulókat elkerüli. Ritkán, ha dög sincs a közelben, megelégszik a növényi eredetű táplálékkal, mint például a partra vetett algákkal, tökfélékkel, kokuszdióval, egyéb termésekkel, rovarokkal és egyéb gerinctelenekkel. Dél-Amerikában lefényképezték amint a betelepített olajpálma (Elaeis guineensis) termésével táplálkozott. Az emlősökből álló táplálékát igen ritkán öli meg ő maga. Gyakran látható, amint az utak szélén levő elütött dögökből vagy a folyók, tavak mentén szárazra került halakból táplálkozik. A halat a sekély vízből ki tudja fogni. Mint minden dögevő állat, a pulykakeselyű is fontos része az ökoszisztémának, mivel az elpusztult állatok felfalásával gátat szab a betegségek terjedésének.

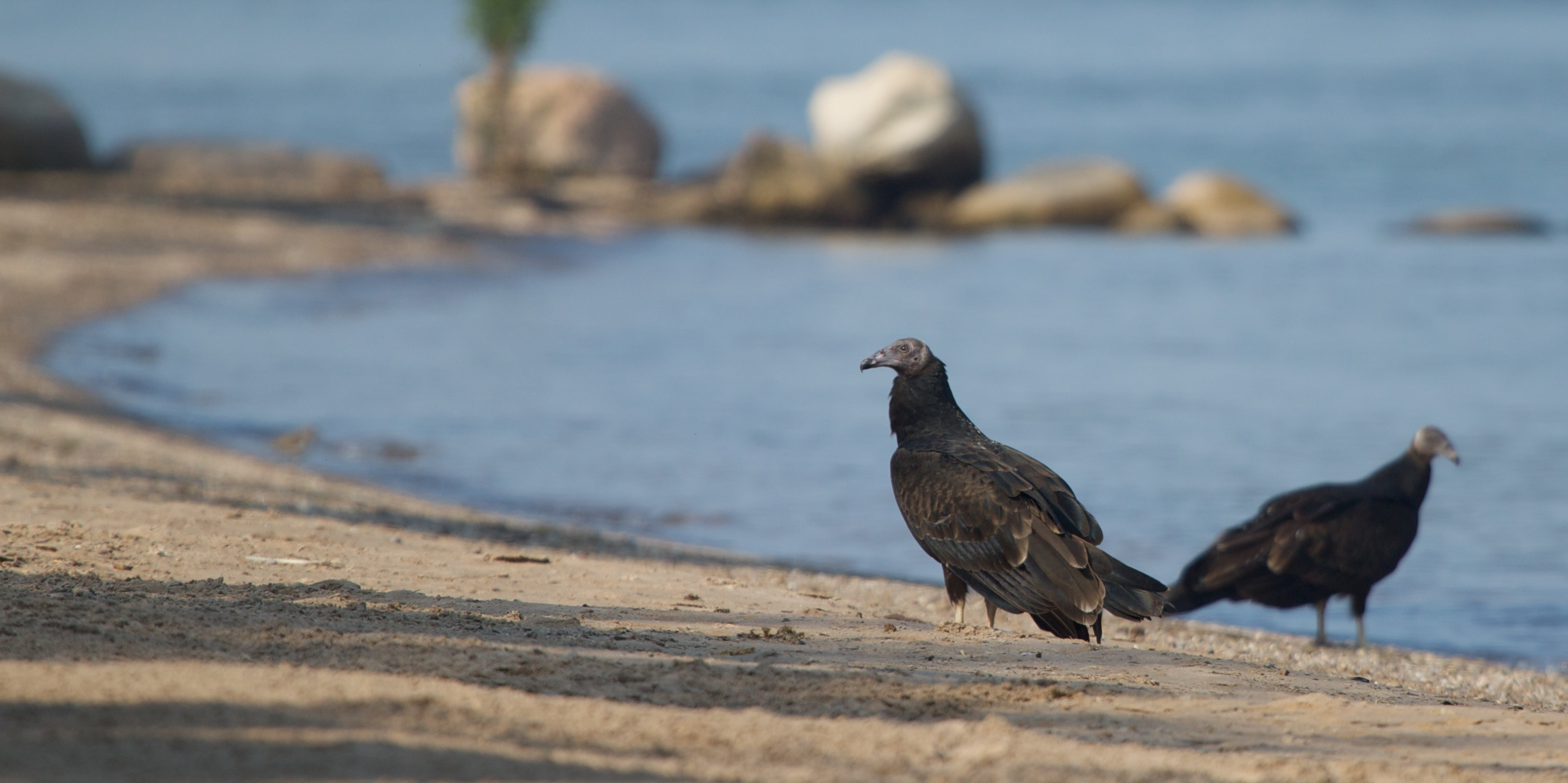
... vizek partjain, egyaránt talál táplálékot magának

Jó szeme mellett, kitűnő szaglása – mely ritkaság a madarak körében – is segíti a dögök megtalálását. A talajhoz közel repülve megérzi a szétbomló dögökből áradó etil-merkaptán nevű gáz szagát. Az agyában a szaglásért felelős agyrész jóval nagyobb, mint más ugyanakkora méretű állatoknál. Ennek a jól kifejlett érzékének köszönhetően ez a keselyűfaj a fák lombkoronái fölött repülve, anélkül, hogy látná a dögöt, pontosan be tudja határolni. Mivel a pulykakeselyű annyira sikeres a dögök felkutatásában, más újvilági keselyűk – melyeknek nincs vagy csak kevésbé fejlett a szagérzékük – gyakran a nyomába szegődnek, ilyen például a királykeselyű, a hollókeselyű, az andoki kondor (Vultur gryphus) és a kaliforniai kondor (Gymnogyps californianus). A jó szaglásának köszönhetően, a dögökhöz először általában a pulykakeselyű, vagy a két, szintén kiváló szaglással rendelkező rokona, a nagy sárgafejű keselyű és a kis sárgafejű keselyű érkezik meg. Mivel a pulykakeselyű nagyobb, mint a két sárgafejű keselyűfaj, gyakran elriasztja őket a tetem mellől, őt pedig a királykeselyű, illetve a két kondorfaj tessékeli arrább. Ez részben nem is baj, mivel csak a nagyobb újvilági keselyűknek van annyira erős csőrük, hogy fel tudják bontani a nagyobb emlősök kemény bőrét, viszont a legjobb részeket ezek fogyasztják el. A Cathartes-fajok és a hollókeselyűk kénytelenek megelégedni a maradékokkal. E fennállás szerint a nagyobb és a kisebb méretű újvilági keselyűk között kölcsönös függés, azaz egyféle szimbiózis jött létre.

## Szaporodása

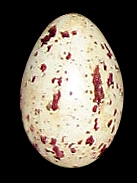
A tojása

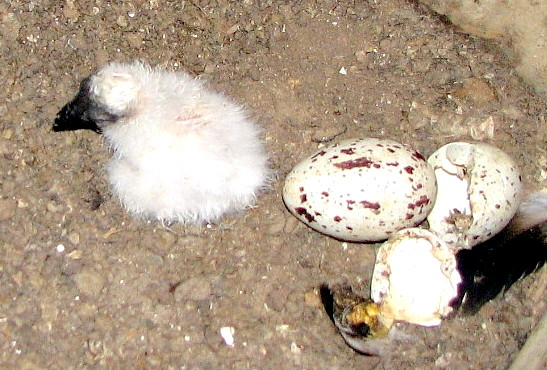
..és a fészekalj

A költési időszaka a szélességi köröktől függően változó. Az Amerikai Egyesült Államok déli felén márciusban kezdődik, de a csúcs – amikor a legtöbb pár egyszerre költ – áprilisban és májusban van; a lemaradottak júniusban is rakhatnak fészket. Az északabbra levő szélességi körökön a költési időszak később kezdődik, és akár augusztusban is folytatódhat. Az udvarlási szertartáshoz a madarak kiválasztanak egy helyet, ahol részben széttárt szárnyakkal és ugróléptekkel, néhány példány körbejár. A levegőben az egyik madár megközelíti a másikat és repülési mutatványokat, illetve bukásokat mutat be.

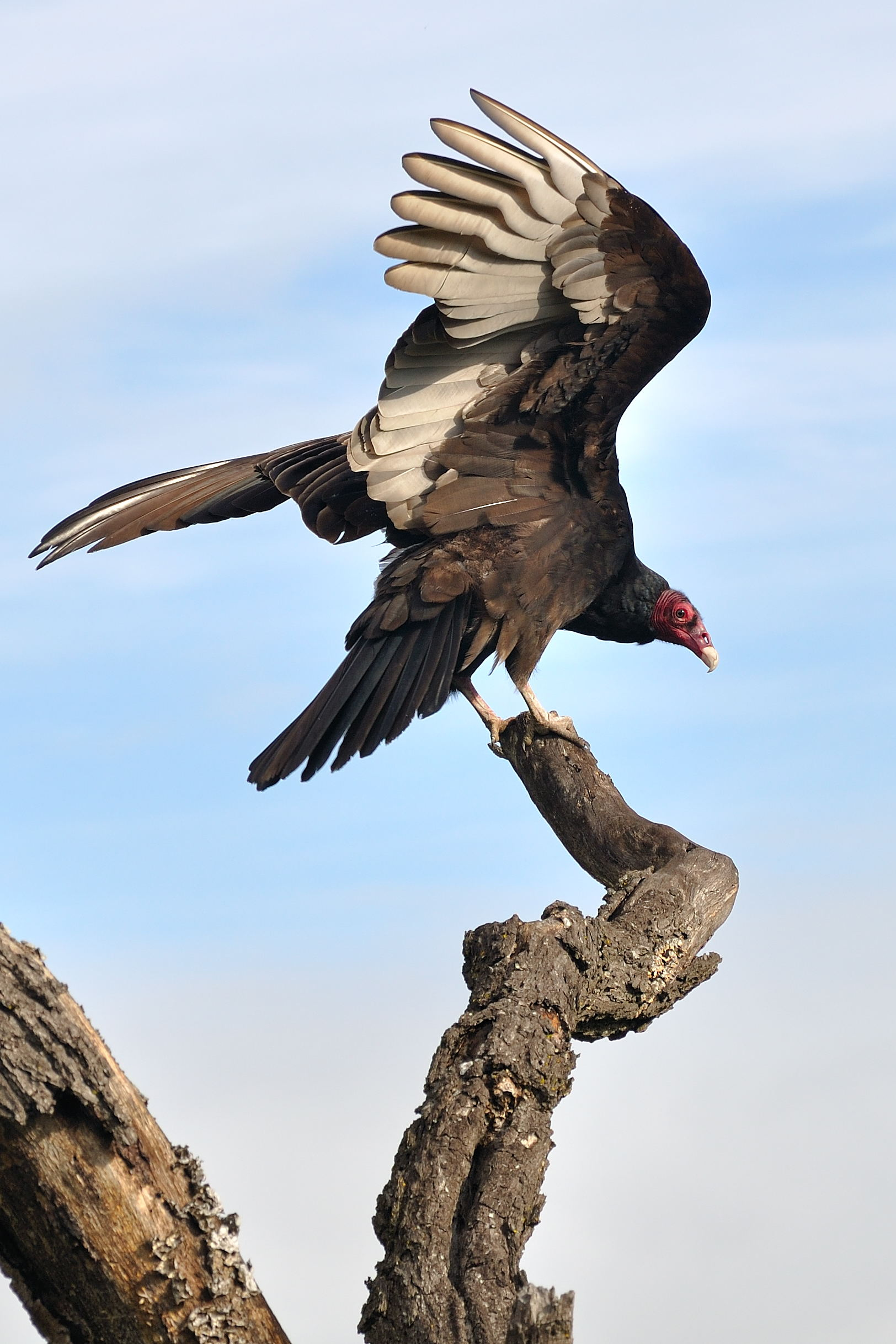
Ha egy fára túl sok ürülék kerül, akkor az kiszáradhat

A fészek a sziklaperemére, barlangba, sziklamélyedésbe, üregbe, faodúba vagy a sűrű cserjésbe épülhet. A fészek gyakran csak néhány gallyból áll, egyes példányok nem is építenek fészket, hanem a kopár talajra tojnak. A fészekalja általában 2 tojásból áll, néha egy is lehet, ritkábban három. A tojások krémszínűek, vastagabb végükön barna vagy levendulakék pontozással. A tojásokon mindkét szülő kotlik, a kotlás általában 30-40 napig tart. Kikelésükkor a fiókák magatehetetlenek, szüleik gondoskodására és oltalmára vannak utalva. 10-11 hétig a fiókákat mindkét szülő eteti, visszaöklendezett, félig megemésztett táplálékkal. Ha a felnőtt veszélyben érzi magát kotlás közben, elrepül, lehányja az ellenségét vagy halottnak tetteti magát. Ha a fiókák érzik magukat veszélyben, akkor sziszegnek vagy amint szüleik, ők is az ellenség felé öklendeznek. A fiókák 9-10 hetesen tollasodnak meg, azonban a család együtt marad egészen őszig.

## A pulykakeselyű és az ember
A szarvasmarhatenyésztők a pulykakeselyűt gyakran a lépfene, más néven anthrax és a sertéspestis terjesztésével vádolják; szerintük, mivel ez a dögevőmadár az ilyen betegségek által elpusztult állatok tetemeit is elfogyasztja, a csőrén és a lábain jelen vannak ezek a kórokozók. Valójában a sertéspestis kórokozója elpusztul, amint bekerül a pulykakeselyű emésztőrendszerébe. A farmerek azért sem kedvelik, mivel hasonlít a hollókeselyűre, amely keselyűfajról tudott, hogy ha alkalma adódik, rátámad és megöli az újszülött borjakat. A szóban forgó keselyű nem csinál ilyet, viszont részt vesz a lakmározásban, miután a borjú elpusztult. Ebből, tévesen a farmer arra következtet, hogy a pulykakeselyű ölte meg a jószágát és veszélyt jelent a többiekre is. A pulykakeselyű és más újvilági keselyű felhalmozódott ürüléke elpusztítja a fákat és a többi növényzetet. Az 1918-ban, USA-ban létrehozott, vándormadarakról szóló szerződés (Migratory Bird Treaty Act of 1918) szerint ez a madárfaj védelmet élvez és csak akkor tartható fogságban, ha meg van sebesülve vagy már nem alkalmas a vadonban levő élethez. Fogságban friss hússal is etethető, a fiatalok pukkadásig tömhetik magukat, ha alkalmuk adódik, emiatt figyelni kell az etetésükkel.
Az összes Cathartes-faj részesül az 1918-ban, USA-ban létrehozott, vándormadarakról szóló szerződésben lekötött védelemben. Továbbá Kanada (Convention for the Protection of Migratory Birds in Canada) és Mexikó (Convention for the Protection of Migratory Birds and Game Mammals in Mexico) is átvették ezt a védelemről szóló szerződést és beiktatták a saját állatvédelmi törvényeikbe. Az USA-ban törvénytelen befogni, megölni vagy engedély nélkül tartani pulykakeselyűt. A törvényszegők 15 ezer amerikai dolláros bírságot kell kifizessenek, továbbá 6 hónapos börtön is járhat. A Természetvédelmi Világszövetség (IUCN) nem fenyegetett fajként tartja nyilván. Az előfordulási területe nagy és az állományok stabilak; a felmérések szerint az elkövetkezendő 10 évben, azaz a pulykakeselyű szinten három nemzedéken keresztül, nem fog az állomány 30%-kal csökkenni, vagyis nem éri el a mérsékelten fenyegetett faj státuszt.

### Fordítás
- Ez a szócikk részben vagy egészben  a   Turkey vulture című angol Wikipédia-szócikk ezen változatának fordításán alapul.  Az eredeti cikk szerkesztőit annak laptörténete sorolja fel. Ez a jelzés csupán a megfogalmazás eredetét és a szerzői jogokat jelzi, nem szolgál a cikkben szereplő információk forrásmegjelöléseként.